# Sistotrema populicola
Sistotrema populicola är en svampart som beskrevs av Ginns 1988. Sistotrema populicola ingår i släktet Sistotrema och familjen Hydnaceae.   Inga underarter finns listade i Catalogue of Life.